# تيم بليك نيلسون
تيم بليك نيلسون (بالإنجليزية: Tim Blake Nelson)‏ (و. 1964 – م) هو ممثل، ومخرج سينمائي، وكاتب سيناريو، ومنتج أفلام، ومونتير، وممثل صوت، وكاتب مسرحي، وممثل تعبيري، وممثل مسرحي، وممثل أفلام، وممثل تلفزيوني من الولايات المتحدة الأمريكية . ولد في تولسا، أوكلاهوما .

## التعليم
تعلم في جامعة براون، ومدرسة جوليارد

## روابط خارجية
- تيم بليك نيلسون على موقع IMDb (الإنجليزية)
- تيم بليك نيلسون على موقع قاعدة بيانات الأفلام العربية
- تيم بليك نيلسون على موقع ألو سيني (الفرنسية)
- تيم بليك نيلسون على موقع ميوزك برينز (الإنجليزية)
- تيم بليك نيلسون على موقع أول موفي (الإنجليزية)
- تيم بليك نيلسون على موقع قاعدة بيانات برودواي على الإنترنت (الإنجليزية)
- تيم بليك نيلسون على موقع قاعدة بيانات الأفلام السويدية (السويدية)
- تيم بليك نيلسون على موقع إن إن دي بي (الإنجليزية)
- تيم بليك نيلسون على موقع أول ميوزيك (الإنجليزية)
- تيم بليك نيلسون على موقع ديسكوغز (الإنجليزية)